# Transitorio óptico de luminosidad intermedia
Un Transitorio Óptico de Luminosidad Intermedia (ILOT) es un objeto astronómico que sufre un evento explosivo detectable ópticamente con una magnitud absoluta (M) más brillante que una nova clásica (M ~ -8) pero más débil que la de una supernova (M ~ -17). Ese rango de nueve magnitudes corresponde a un factor de casi 4000 de luminosidad, por lo que la clase ILOT puede incluir una gran variedad de objetos. El término ILOT apareció por primera vez en un artículo de 2009 en el que se discutía el evento tipo nova NGC 300 OT2008-1. A medida que el término se ha ido extendiendo, ha comenzado a aplicarse a algunos objetos como KjPn 8 y CK Vulpeculae para los que no se ha observado ningún evento transitorio, pero que pueden haber sido afectados dramáticamente por un evento ILOT en el pasado. Se espera que el número de ILOTs conocidos aumente sustancialmente cuando el Observatorio Vera C. Rubin entre en funcionamiento.
En la literatura astronómica se han clasificado una gran variedad de objetos como ILOT. Kashi y Soker propusieron un modelo para el estallido de ASASSN-15qi, en el que un planeta de la masa de Júpiter se destruye por efecto de las mareas y se adhiere a una estrella joven de la secuencia principal. Las novas rojas, que se cree que están causadas por la fusión de dos estrellas, se clasifican como ILOT. Algunas variables azules luminosas, como η Car, han sido clasificadas como ILOT. Algunos objetos que se han clasificado como supernovas fallidas pueden ser ILOT. El hilo común que une a todos estos objetos es la transferencia de una gran cantidad de masa (de 0,001 M⊙ a unos pocos M⊙) de un planeta o estrella a una estrella compañera, durante un corto período de tiempo, lo que lleva a una erupción masiva. Este gran rango de masa de acreción explica el gran rango de brillo de los eventos ILOT.